# Gösta Johansson (kommunaltjänsteman)
Gösta Sture Johansson, född 10 februari 1894 i Karlskrona, död 30 juni 1965 i Örebro, var en svensk kommunaltjänsteman.
Gösta Johansson blev juris kandidat 1917, var stadsombudsman 1920–1937 och från 1938 stadsdirektör i Örebro. Han spelade en framträdande roll i de kommunalanställda förvaltningsjuristernas organisationer och var från 1948 ordförande i Svenska stadsförbundets löne- och förhandlingsdelegation.